# 摩泽尔河畔弗拉维尼
摩澤爾河畔弗拉维尼（法語：Flavigny-sur-Moselle，法語發音：[flaviɲi syʁ mɔzɛl]）是法国默尔特-摩泽尔省的一个市镇，位于该省南部，属于南锡区。

## 地理
摩泽尔河畔弗拉维尼（48°34'9"N, 6°11'16"E）面积17.3 平方千米，位于法国大東部大區默尔特-摩泽尔省，该省份为法国东北部内陆省份，是洛林的一部分，北邻比利时、卢森堡，北起顺时针与摩泽尔省、下莱茵省、孚日省和默兹省接壤。
与摩泽尔河畔弗拉维尼接壤的市镇（或旧市镇、城区）包括：阿兹洛、贝内、比特库尔欧谢讷、桑特雷、吕普库尔、梅雷维尔、皮利尼、里沙尔梅尼勒、托努瓦。
摩泽尔河畔弗拉维尼的时区为UTC+01:00、UTC+02:00（夏令时）。

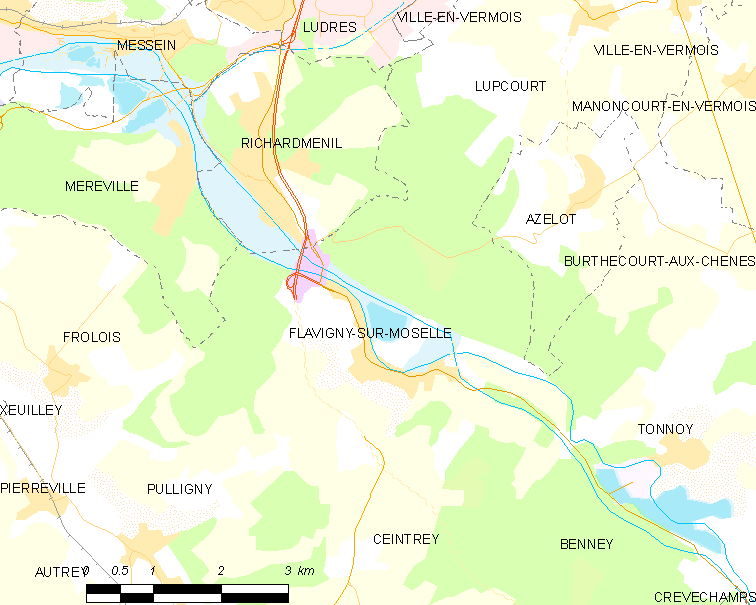
摩泽尔河畔弗拉维尼的OSM定位图

## 行政
摩泽尔河畔弗拉维尼的邮政编码为54630，INSEE市镇编码为54196。

## 政治
摩泽尔河畔弗拉维尼所属的省级选区为讷沃迈松县。

## 人口

1962-2008年间摩泽尔河畔弗拉维尼人口变化图示

摩泽尔河畔弗拉维尼于2022年1月1日时的人口数量为1664人。